# Niphargus
Niphargus is een geslacht van vlokreeften uit de familie van de Niphargidae.

## Soorten
- Niphargus abchasicus Martynov, 1932
- Niphargus aberrans Sket, 1972
- Niphargus ablaskiri Birstein, 1940
- Niphargus abricossovi Birstein, 1932
- Niphargus adbiptus G. Karaman, 1973
- Niphargus adei S. Karaman, 1934
- Niphargus affinis Dobreanu, Manolache & Puscariu, 1953
- Niphargus aggtelekiensis Dudich, 1932
- Niphargus alasonius Derzhavin, 1945
- Niphargus alatus G. Karaman, 1973
- Niphargus alpinus G. Karaman & Ruffo, 1989
- Niphargus altagahizi Alouf, 1973
- Niphargus alutensis Dancau, 1971
- Niphargus ambulator G. Karaman, 1975
- Niphargus anatolicus S. Karaman, 1950
- Niphargus andropus Schellenberg, 1940
- Niphargus angelieri Ruffo, 1954
- Niphargus anticolanus d’Ancona, 1934
- Niphargus apuanus Ruffo, 1936
- Niphargus aquilex Schioedte, 1855
- Niphargus arbiter G. Karaman, 1985
- Niphargus arcanus G. Karaman, 1988
- Niphargus armatus G. Karaman, 1985
- Niphargus asper G. Karaman, 1972
- Niphargus auerbachi Schellenberg, 1934
- Niphargus aulicus G. S. Karaman, 1991
- Niphargus bajuvaricus Schellenberg, 1932
- Niphargus balazuci Schellenberg, 1951
- Niphargus balcanicus Absolon, 1927
- Niphargus baloghi Dudich, 1940
- Niphargus banaticus Dobreanu & Manolache, 1936
- Niphargus banjanus S. Karaman, 1943
- Niphargus barbatus Karaman, 1985
- Niphargus bihorensis Schellenberg, 1940
- Niphargus bilecanus S. Karaman, 1953
- Niphargus biljanae Karaman, 1998
- Niphargus birsteini Dedyu, 1963
- Niphargus bitoljensis S. Karaman, 1943
- Niphargus bodoni Karaman, 1985
- Niphargus borkanus S. Karaman, 1960
- Niphargus borutzkyi Birstein, 1933
- Niphargus boskovici S. Karaman, 1952
- Niphargus bosniacus S. Karaman, 1943
- Niphargus boulangei Wichers, 1964
- Niphargus brachytelson S. Karaman, 1952
- Niphargus brevicuspis Schellenberg, 1937
- Niphargus brevirostris Sket, 1971
- Niphargus brixianus Ruffo, 1937
- Niphargus bulgaricus Andreev, 2001
- Niphargus bureschi Fage, 1926
- Niphargus burgundus Graf & Straskraba, 1967
- Niphargus buturovici S. Karaman, 1958
- Niphargus caelestis G. Karaman, 1982
- Niphargus canui G. Karaman, 1976
- Niphargus carcerarius G. Karaman, 1989
- Niphargus carniolicus Sket, 1960
- Niphargus carpathicus Dobreanu & Manolache, 1939
- Niphargus carpathorossicus Straskraba, 1957
- Niphargus carsicus Straskraba, 1956
- Niphargus casimiriensis Skalski, 1980
- Niphargus castellanus S. Karaman, 1960
- Niphargus catalogus G. S. Karaman, 1995
- Niphargus cavernicolus Dobreanu & Manolache, 1957
- Niphargus cepelarensis S. Karaman & G. Karaman, 1959
- Niphargus ciliatus Chevreux, 1906
- Niphargus cismontanus Margalef, 1952
- Niphargus corinae Dedyu, 1963
- Niphargus corniculanus Iannilli&Vigna-Taglianti, 2005
- Niphargus corsicanus Schellenberg, 1950
- Niphargus costozzae Schellenberg, 1935
- Niphargus croaticus Jurinac, 1888
- Niphargus cubanicus Birstein, 1954
- Niphargus cvijici S. Karaman, 1950
- Niphargus d’anconai Benedetti, 1942
- Niphargus dabarensis Fišer, Trontelj & Sket, 2006
- Niphargus dacicus Dancau, 1963
- Niphargus dalmatinus Schaferna, 1922
- Niphargus danconai Benedetti, 1942
- Niphargus danconai S. Karaman, 1954
- Niphargus danielopoli Karaman, 1994
- Niphargus debilis Ruffo, 1936
- Niphargus decui G. Karaman & Sarbu, 1995
- Niphargus deelemanae G. Karaman, 1973
- Niphargus delamarei Ruffo, 1954
- Niphargus derzhavini Birstein, 1952
- Niphargus dimorphopus Stock & Gledhill, 1977
- Niphargus dimorphus Birstein, 1961
- Niphargus dissonus G. Karaman, 1984
- Niphargus dobati Sket, 1999
- Niphargus dobrogicus Dancau, 1964
- Niphargus dojranensis G. Karaman, 1960
- Niphargus dolenianesis Lorenzi, 1898
- Niphargus dolichopus Fišer, Trontelj & Sket, 2006
- Niphargus dubius Dobreanu & Manolache
- Niphargus dudichi Hanko, 1924
- Niphargus duplus G. Karaman, 1976
- Niphargus echion G. Karaman & Gottstein Matočec, 2006
- Niphargus effossus Dudich, 1943
- Niphargus elegans Garbini, 1894
- Niphargus enslini S. Karaman, 1932
- Niphargus eugeniae Derzhavin, 1945
- Niphargus factor Sket & G. Karaman, 1990
- Niphargus fontanus Bate, 1859
- Niphargus fongi Fišer & Zagmajster, 2009
- Niphargus fontophilus S. Karaman, 1943
- Niphargus foreli Humbert, 1877
- Niphargus forroi Karaman, 1986
- Niphargus galenae Derzhavin, 1939
- Niphargus gallicus Schellenberg, 1935
- Niphargus galvagnii Ruffo, 1953
- Niphargus gebhardti Schellenberg, 1934
- Niphargus georgievi S. Karaman & G. Karaman, 1959
- Niphargus gineti Bou, 1965
- Niphargus glontii Behning, 1940
- Niphargus graecus S. Karaman, 1934
- Niphargus grandii Ruffo, 1937
- † Niphargus groehni Coleman & Myers, 2001
- Niphargus gurjanovae Birstein, 1941
- Niphargus hadzii Rejic, 1956
- Niphargus hebereri Schellenberg, 1933
- Niphargus hercegovinensis S. Karaman, 1950
- Niphargus hoverlicus Dedyu, 1963
- Niphargus hrabei S. Karaman, 1932
- Niphargus hungaricus Mehely, 1937
- Niphargus hvarensis S. Karaman, 1952
- Niphargus ictus G. Karaman, 1985
- Niphargus illidzensis Schaferna, 1922
- Niphargus incertus Dobreanu, Manolache & Puscariu, 1951
- Niphargus inclinatus G. Karaman, 1973
- Niphargus inermis Birstein, 1940
- Niphargus iniochus Birstein, 1941
- Niphargus inopinatus Schellenberg, 1932
- Niphargus inornatus Derzhavin, 1945
- Niphargus irlandicus Schellenberg, 1932
- Niphargus italicus G. Karaman, 1976
- Niphargus itus G. Karaman, 1986
- Niphargus ivokaramani G. Karaman, 1994
- Niphargus jadranko Sket & G. Karaman, 1990
- Niphargus jalzici G. Karaman, 1989
- Niphargus jaroschenkoi Dedyu, 1963
- Niphargus jovanovici S. Karaman, 1931
- Niphargus jugoslavicus G. Karaman, 1982
- Niphargus jurinaci S. Karaman, 1950
- Niphargus karamani Schellenberg, 1935
- Niphargus kenki S. Karaman, 1952
- Niphargus kieferi Schellenberg, 1936
- Niphargus kirgizi Fišer, Çamur-Elipek & Özbek, 2009
- Niphargus kochianus Bate, 1859
- Niphargus kolombatovici S. Karaman, 1950
- Niphargus komareki S. Karaman, 1932
- Niphargus korosensis Dudich, 1943
- Niphargus kosanini S. Karaman, 1943
- Niphargus kragujevensis S. Karaman, 1950
- Niphargus krameri Schellenberg, 1935
- Niphargus kurdus Derzhavin, 1945
- Niphargus kusceri S. Karaman, 1950
- Niphargus labacensis Sket, 1956
- Niphargus ladmiraulti Chevreux, 1901
- Niphargus laisi Schellenberg, 1936
- Niphargus laticaudatus Schellenberg, 1940
- Niphargus latimanus Birstein, 1952
- Niphargus lattingerae G. Karaman, 1983
- Niphargus leopoliensis Jaworowski, 1893
- Niphargus lessiniensis Stoch, 1998
- Niphargus liburnicus G. Karaman & Sket, 1989
- Niphargus likanus S. Karaman, 1952
- Niphargus lindbergi S. Karaman, 1956
- Niphargus longicaudatus A. Costa, 1851
- Niphargus longidactylus Ruffo, 1937
- Niphargus longiflagellum S. Karaman, 1950
- Niphargus lori Derzhavin, 1945
- Niphargus lourensis Fišer, Trontelj & Sket, 2006
- Niphargus lunaris G. Karaman, 1985
- Niphargus macedonicus S. Karaman, 1929
- Niphargus magnus Birstein, 1940
- Niphargus maximus S. Karaman, 1929
- Niphargus mediodanubilais Dudich, 1941
- Niphargus medvednicae S. Karaman, 1950
- Niphargus melticensis Dancau & Andreev, 1973
- Niphargus meridionalis Dobreanu & Manolache, 1942
- Niphargus messanai G. Karaman, 1989
- Niphargus microcerberus Sket, 1972
- Niphargus miljeticus Straškraba, 1959
- Niphargus minor Sket, 1956
- Niphargus moldavicus Dobreanu, Manolache & Puscariu, 1953
- Niphargus molnari Mehely, 1927
- Niphargus montellianus Stoch, 1998
- Niphargus montenigrinus G. Karaman, 1962
- Niphargus multipennatus Sket, 1956
- Niphargus nadarini Alouf, 1972
- Niphargus nicaensis Isnard, 1916
- Niphargus novomestanus S. Karaman, 1952
- Niphargus numerus G. Karaman & Sket, 1990
- Niphargus occultus G. Karaman, 1993-94
- Niphargus ohridanus S. Karaman, 1929
- Niphargus orcinus Joseph, 1869
- Niphargus orientalis S. Karaman, 1950
- Niphargus osogovensis S. Karaman, 1959
- Niphargus otharicus Birstein, 1952
- Niphargus pachypus Schellenberg, 1933
- Niphargus pachytelson Sket, 1960
- Niphargus pancici S. Karaman, 1929
- Niphargus pannonicus S. Karaman, 1950
- Niphargus parapupetta G. Karaman, 1984
- Niphargus parenzani Ruffo & Vigna–Taglianti, 1968
- Niphargus parvus S. Karaman, 1943
- Niphargus pasquinii Vigna-Taglianti, 1966
- Niphargus pater Mehely, 1941
- Niphargus patrizii Ruffo & Vigna–Taglianti, 1968
- Niphargus pavicevici G. Karaman, 1976
- Niphargus pecarensis S. Karaman & G. Karaman, 1959
- Niphargus pectencoronatae Sket & G. Karaman, 1990
- Niphargus pectinicauda Sket, 1971
- Niphargus pedemontanus Ruffo, 1937
- Niphargus pellagonicus S. Karaman, 1943
- Niphargus pescei G. Karaman, 1984
- Niphargus petkovskii G. Karaman, 1963
- Niphargus petrosani Dobreanu & Manolache, 1933
- Niphargus phreaticolus Motas, Dobreanu & Manolache, 1948
- Niphargus plateaui Chevreux, 1901
- Niphargus pliginskii Martynov, 1930
- Niphargus podgoricensis S. Karaman, 1934
- Niphargus podpecanus S. Karaman, 1952
- Niphargus poianoi G. Karaman, 1988
- Niphargus polonicus Schellenberg, 1936
- Niphargus poloninicus Straškraba, 1957
- Niphargus polymorphus Fišer, Trontelj & Sket, 2006
- Niphargus ponoricus Dancau, 1963
- Niphargus potamophilus Birstein, 1954
- Niphargus pretneri Sket, 1959
- Niphargus pseudocaspius G. Karaman, 1982
- Niphargus pseudokochianus Dobreanu, Manolache & Puscariu, 1953
- Niphargus pseudolatimanus Birstein, 1952
- Niphargus pulevici G. Karaman, 1967
- Niphargus pupetta Sket, 1962
- Niphargus puteanus C. L. Koch, 1836
- Niphargus rajecensis Schellenberg, 1938
- Niphargus ravanicanus S. Karaman, 1943
- Niphargus redenseki Sket, 1959
- Niphargus rejici Sket, 1958
- Niphargus remus G. Karaman, 1992
- Niphargus remyi S. Karaman, 1934
- Niphargus renei Karaman, 1986
- Niphargus rhenorhodanensis Schellenberg, 1937
- Niphargus rhodi S. Karaman, 1950
- Niphargus robustus Chevreux, 1901
- Niphargus romanicus Dobreanu & Manolache, 1942
- Niphargus romuleus Vigna-Taglianti, 1968
- Niphargus rostratus Sket, 1971
- Niphargus rucneri G. Karaman, 1962
- Niphargus ruffoi G. Karaman, 1976
- Niphargus salonitanus S. Karaman, 1950
- Niphargus sanctinaumi S. Karaman, 1943
- Niphargus schellenbergi S. Karaman, 1932
- Niphargus schusteri G. Karaman, 1991
- Niphargus scopicauda Fišer, Coleman, Zagmajster, Zwittnig, Gerecke & Sket, 2010
- Niphargus serbicus S. Karaman, 1960
- Niphargus sertaci Fišer, Çamur-Elipek & Özbek, 2009
- Niphargus setiferus Schellenberg, 1937
- Niphargus sibillinianus G. Karaman, 1984
- Niphargus similis G. Karaman & Ruffo, 1989
- Niphargus sketi G. Karaman, 1966
- Niphargus skopljensis S. Karaman, 1929
- Niphargus slovenicus S. Karaman, 1932
- Niphargus smederevanus S. Karaman, 1950
- Niphargus smirnovi Birstein, 1952
- Niphargus sodalis G. Karaman, 1984
- Niphargus somesensis Motas, Dobreanu & Manolache, 1948
- Niphargus speziae Schellenberg, 1936
- Niphargus sphagnicolus Rejic, 1956
- Niphargus spinulifemur S. Karaman, 1954
- Niphargus spoeckeri Schellenberg, 1933
- Niphargus stadleri S. Karaman, 1932
- Niphargus stankoi G. Karaman, 1974
- Niphargus stebbingi Cecchini
- Niphargus stefanellii Ruffo & Vigna-Taglianti, 1968
- Niphargus stenopus Sket, 1960
- Niphargus steueri Schellenberg, 1935
- Niphargus stochi G. Karaman, 1994
- Niphargus strouhali Schellenberg, 1933
- Niphargus stygius (Schiodte), 1847
- Niphargus stygocharis Dudich, 1943
- Niphargus submersus (Derzhavin), 1945
- Niphargus subtypicus Sket, 1960
- Niphargus talikadzei Giliarov, Lagidze, Levushkin & Talikadze, 1974
- Niphargus tamaninii Ruffo, 1953
- Niphargus tatrensis Wrzesniowsky, 1888
- Niphargus tauri Schellenberg, 1933
- Niphargus tauricus Birstein, 1964
- Niphargus tenuicaudatus Schellenberg, 1940
- Niphargus thermalis Dudich, 1941
- Niphargus thienemanni Schellenberg, 1934
- Niphargus thuringius Schellenberg, 1934
- Niphargus timavi S. Karaman, 1954
- Niphargus toplicensis Andreev, 1966
- Niphargus transitivus Sket, 1971
- Niphargus transsylvanicus Schellenberg, 1934
- Niphargus tridentinus Stoch, 1998
- Niphargus trullipes Sket, 1958
- Niphargus vadimi Birstein, 1961
- Niphargus valachicus Dobreanu & Manolache, 1933
- Niphargus vandeli Barbe, 1961
- Niphargus variabilis Dobreanu, Manolache & Puscariu, 1953
- Niphargus velesensis S. Karaman, 1943
- Niphargus versluysi S. Karaman, 1950
- Niphargus vinodolensis Fišer, Sket & Stoch, 2006
- Niphargus virei Chevreux, 1896
- Niphargus vjeternicensis S. Karaman, 1932
- Niphargus vlkanovi S. Karaman & G. Karaman, 1959
- Niphargus vodnensis S. Karaman, 1943
- Niphargus vornatscheri Schellenberg, 1934
- Niphargus vranjinae G. Karaman, 1967
- Niphargus vulgaris G. Karaman, 1968
- Niphargus wexfordensis Karaman, Gledhill & Holmes, 1994
- Niphargus wolfi Schellenberg, 1933
- Niphargus zagrebensis S. Karaman, 1950
- Niphargus zavalanus S. Karaman, 1950
- Niphargus zorae G. Karaman, 1967